# كوزنيتسوف إن كيه-12

Contra-rotating propellers

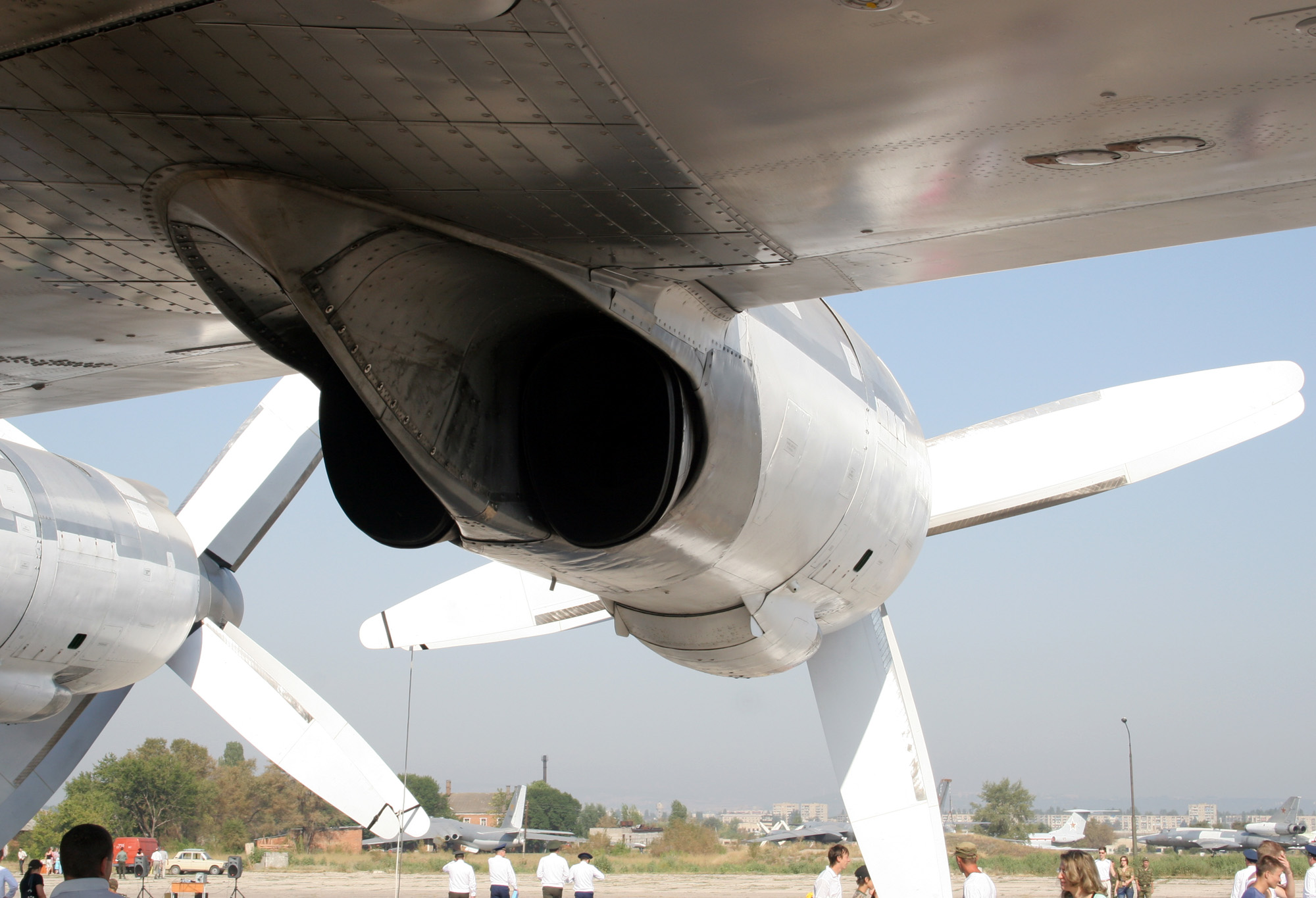
The exhaust ports of a NK-12 in an outboard nacelle on a TU-95

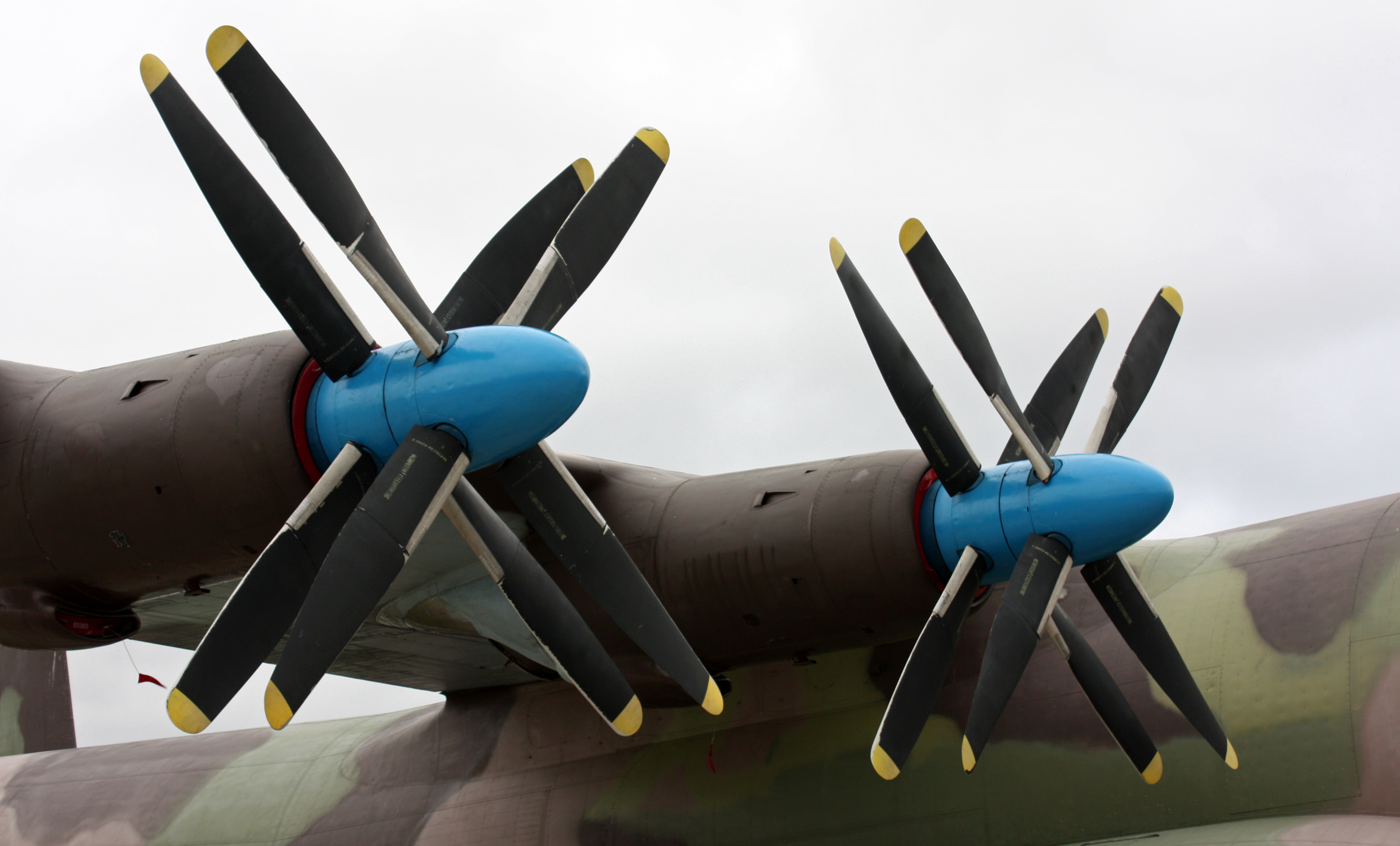
A pair of Kuznetsov NK-12MA installed on an انتونوف إيه إن - 22

كوزنيتسوف إن كيه-12 (بالإنجليزية: Kuznetsov NK-12) هو محرك توربيني سوفيتي من عقد 1950، صممه مكتب تصميم كوزنيتسوف. المحرك يحرك ثمانية شفرات كبيرة(أربعة في كل داسر مروحة)، تدور في اتجاه متضاد، وبقطر يبلغ 5.6 متر (18 قدم و 45 بوصة) للطراز (NK-12MA) و قطر 6.2 متر (20 قدم؛ 4.1 بوصة) للطراز (NK-12MV). ويعد هذا المحرك أقوى محرك توربيني صنع على الإطلاق.

## التطبيقات
- A-90 Orlyonok
- Zubr class LCAC
- انتونوف إيه إن - 22
- توبوليف تو-95
- توبوليف تي يو-142
- توبوليف تو-114
- توبوليف تو-116

## مواصفات

#### الخصائص العامة
- النوع: Turboprop
- الطول: 4.8m
- القطر: 1.2m
- الوزن جاف: 2,900kg (6393 lbs), for NK-12MV

#### المكونات
- الضاغط: Axial flow, 14 stages
- عنفة: 5 stages

#### أداء
- انتاج الطاقة القصوى: 11,033 kW (14,795 ehp), for NK-12MV
- نسبة الضغط الكلي: 9.5
- درجة حرارة مدخل التوربينات : 1250K
- Specific fuel consumption: 0.360 lb/shp-hr [2] 0.219 kg/kW-hr for NK-12MA and NK-12MV
- نسبة الطاقة إلى الوزن: 3.7 kW/kg (2.3 hp/lb), for NK-12MV

## وصلات خارجية
- ciad.ssau.ru - Image نسخة محفوظة 17 أبريل 2013 at Archive.is
- airventure.de - Image, finnish museum

قالب:Kuznetsov aeroengines
قالب:Aeroengine-specs
WP:Air/PC